# دهستان چاراویماق شمال شرقی
دهستان چاراویماق شمال شرقی یکی از دهستان‌های استان آذربایجان شرقی است که در بخش مرکزی شهرستان هشترود واقع شده‌است.این دهستان قبلا عضو شهرستان چاراویماق بوده و بعد به شهرستان هشترود فروخته شد.

## روستاها و شهر ها
در حال حاضر این دهستان هیچ شهری ندارد اما از روستا های آن می توان به:بایزید ،  دانقاران  ،  عزیزکندی  ،  عربلو، محوته باستانی بایزید و ... اشاره کرد. این دهستان در قدیم یک باغی بسیار بزرگ بوده که در اطراف قلعه ضحاک واقع شده است.